# Břetislav Dolejší
Břetislav Dolejší (26. září 1928 – 28. října 2010 Walnut, okr. Los Angeles) byl český fotbalista, brankář, československý reprezentant a účastník mistrovství světa roku 1958 ve Švédsku, kde za Československo odchytal všechna čtyři utkání ve skupině (tři regulérní plus dodatečný zápas se Severním Irskem o postup ze skupiny – tehdy ještě nerozhodovalo skóre). Za národní tým nastoupil v osmnácti utkáních. Chytal i v památném zápase s Brazílií na Maracaná roku 1956, které Čechoslováci vyhráli i díky tomu, že Dolejší zneškodnil penaltu Djalmy Santose. Proslul svými dlouhými výkopy, dokonce tímto způsobem vstřelil gól do sítě anglického Sunderlandu. Ligu hrál za Duklu Praha, s níž získal dvakrát mistrovský titul (1953, 1956), a Slavii Praha. Během své hráčské kariéry emigroval do USA, zemřel v Los Angeles. Roku 2007 získal Cenu Václava Jíry.